# Bau Corona
Bau Corona is een corona op de planeet Venus. Bau Corona werd in 1991 genoemd naar Bau, Sumerische godin van de vruchtbaarheid.
De corona heeft een diameter van 355 kilometer en bevindt zich ten oosten van inslagkrater Johnson in het quadrangle Metis Mons (V-6).